# Johann Michael Vogl
Johann Michael Vogl (1768-1840) là nhà soạn nhạc và ca sĩ giọng nam trầm người Áo. Ông là một trong những ca sĩ opera nổi tiếng đương thời và là người trình diễn hầu hết các tác phẩm của Franz Schubert (phần đệm đàn thường do Schubert đảm nhận). Vogl là người ngưỡng mộ âm nhạc của Schubert.